# BNA Records
BNA Records é uma gravadora country que pertence a Sony Music Entertainment.